# ارنتیوس (دهانه)
ارنتیوس یک دهانه برخوردی در ماه‌ است.

## دهانه‌های اقماری
این دهانه ۶ دهانه اقماری دارد.
| Orontius | عرض جغرافیایی | طول جغرافیایی | قطر          |
| -------- | ------------- | ------------- | ------------ |
| A        | ۳۹.۱° S       | ۲.۶° W        | ۷.۰ کیلومتر  |
| C        | ۳۷.۹° S       | ۴.۱° W        | ۱۵.۰ کیلومتر |
| B        | ۴۰.۰° S       | ۳.۱° W        | ۱۰.۰ کیلومتر |
| E        | ۳۹.۵° S       | ۴.۸° W        | ۶.۰ کیلومتر  |
| D        | ۳۹.۴° S       | ۶.۲° W        | ۱۵.۰ کیلومتر |
| F        | ۳۹.۱° S       | ۳.۹° W        | ۴۱.۰ کیلومتر |